# 1952年夏季奥林匹克运动会荷属安的列斯代表团
1952年夏季奥林匹克运动会荷属安的列斯代表团是荷属安的列斯派出的1952年夏季奥林匹克运动会代表团。